# Microsoft InterConnect
Microsoft InterConnect，或Microsoft Office InterConnect，是一款由微软日本出售的个人信息管理应用程序 。在日本作为Microsoft Office套件的一部分出售，运行在Microsoft Windows下。它提供给用户一个数字名片，实际上是一种数字签名。